# Meister der Privilegien von Gent und Flandern

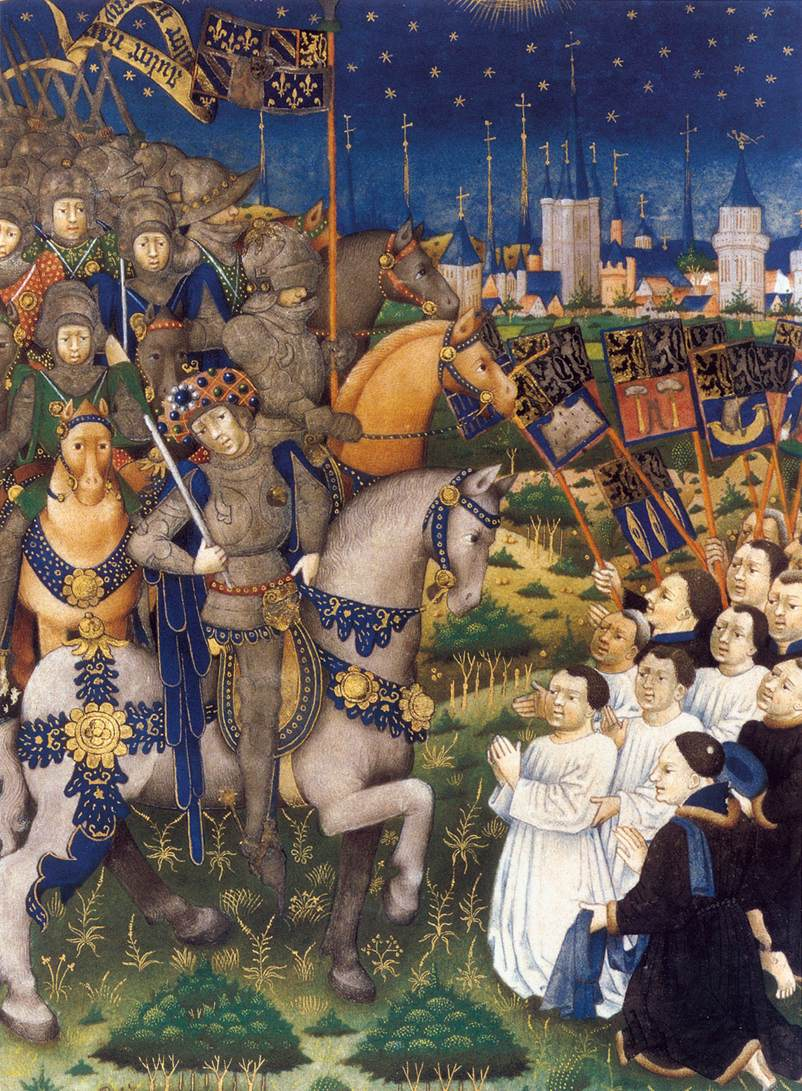
Meister der Privilegien von Gent und Flandern: Die Unterwerfung der Bürger von Gent. Miniatur, 15. Jahrhundert

Als Meister der Privilegien von Gent und Flandern wird ein flämischer Buchmaler bezeichnet, der von um 1440 bis um 1460 in Flandern tätig war. Der namentlich nicht bekannte Künstler erhielt seinen Notnamen nach den 15 prachtvollen Miniaturen, die er zu einem Manuskript beigetragen hat, das Philipp der Gute erstellen ließ. Dieses enthält die Beschreibung der Privilegien und Statuten der Stadt Gent und des Landes Flandern nach ihrer Niederlage 1453 gegen Philipp. Es befindet sich heute in der Österreichischen Nationalbibliothek in Wien.
Dem Meister, seinem Umfeld oder seiner Werkstatt werden noch einige andere Werke zugeschrieben, seine Arbeit ist ein wichtiges Beispiel für die flämische Buchmalerei seiner Zeit.